# Plaine de l'Arcahaie
La plaine de l'Arcahaie est une plaine côtière située au pied de la chaîne des Matheux, située à 25 kilomètres au nord-ouest de la capitale Port-au-Prince. La ville principale est Arcahaie qui lui a donné son nom. Elle est une grande région agricole irriguée par plusieurs cours d'eau. 

## Géographie
La plaine de l'Arcahaie est une plaine côtière située au pied de la chaîne des Matheux, à l'extrême Nord-ouest d'un fossé d'effondrement traversant l'île d'Est en Ouest donnant naissance à la plaine du Cul-de-sac du côté haïtien (dont l'Arcahaie fait partie). Cette plaine s'étend dans le département de l'Ouest et autour du chef-lieu de l'arrondissement d'Arcahaie. 
Le bassin versant de l'Arcahaie, d'une superficie d'environ 320 km², est divisé en quatre sous-bassins de dimensions voisines (de 60 à 90 km²) qui correspondent chacun aux quatre cours d'eau qui traversent et alimentent cette plaine, la rivière des Matheux, La rivière Torcelle, la rivière Bretelle et la rivière Courjolle. La plaine est aménagée en périmètres irrigués qui permettent la mise en culture sur une superficie de 70 km². Une réhabiliatation des canaux d'iirigation a été entrepris grâce à la participation financière de l'Agence française de développement. La maîtrise d'ouvrage d'ensemble est confiée au Ministère de l'Agriculture, des Ressources Naturelles et du Développement Rural (MARNDR), qui est assisté par une assistance technique résidentielle et un appui à la maîtrise d'ouvrage. La maîtrise d'ouvrage des travaux à réaliser sur la plaine de l'Arcahaie est déléguée à l'Association des Irrigants de la Plaine de l'Arcahaie.

## Démographie
L'Arcahaie est densément peuplée (280 habitants au km² en moyenne, soit une densité relative à la superficie agricole utile comprise entre 1000-1500 habitants au km²). Cette densité de population relative est comparable à celle rencontrée notamment dans les deltas asiatiques, parmi les plus peuplés du monde. L'agriculture et l'élevage sont la première activité de la région.  

## Culture
La plaine de l'Arcahaie est un vaste secteur agricole. Des aménagements hydro-agricoles permettent la culture malgré les contraintes d'un climat tropical semi-aride, confèrent à l'Acahaie le potentiel d'un important grenier vivrier. Cette région est actuellement spécialisée dans la production de la banane plantain, plus de 70 % de la superficie cultivée est consacrée à cette culture dans de grande bananeraies. Une partie importante de cette production est vendue sur les marchés locaux et ensuite acheminée à Port-au-Prince. 
La plaine côtière d'une altitude comprise entre 0 et 10 m, représente environ 25 % de la superficie de l'Arcahaie. Elle est formée sur des alluvions et les sols présentent des indices élevés de salinité. Les producteurs mettent en place des canaux de drainage pour assainir les terres en évacuant l'excès d'eau et limiter les remontées de sel. Les agriculteurs y cultivent sur le système de la rotation sur deux ans, du riz inondé par les précipitations en saison des pluies et la banane plantain. 
La plaine alluviale représente environ 60 % de la superficie de l'Arcahaie et s'étend entre 10 et 50 m d'altitude. On y cultive également la banane, mais également la culture vivrière (manioc, maïs, haricot, pois), la culture maraîchère (tomate, aubergine). On y trouve des arbres fruitiers (manguiers, avocatiers, citronniers et cocotiers). Les agriculteurs de la région de l'Arcahaie y plantent également de la pastèque, du sorgho et des pois d'Angole.